# Puertomarín
Puertomarín (oficialmente y en gallego Portomarín) es un municipio español de la provincia de Lugo, en la comunidad autónoma de Galicia.

## Historia
La villa de Puertomarín nació y creció al lado de un puente romano sobre el río Miño (reconstruido en la Edad Media) y del Camino de Santiago. El 18 de mayo de 1212, la Orden de San Juan otorgó fueros para su gobierno y administración a la localidad.

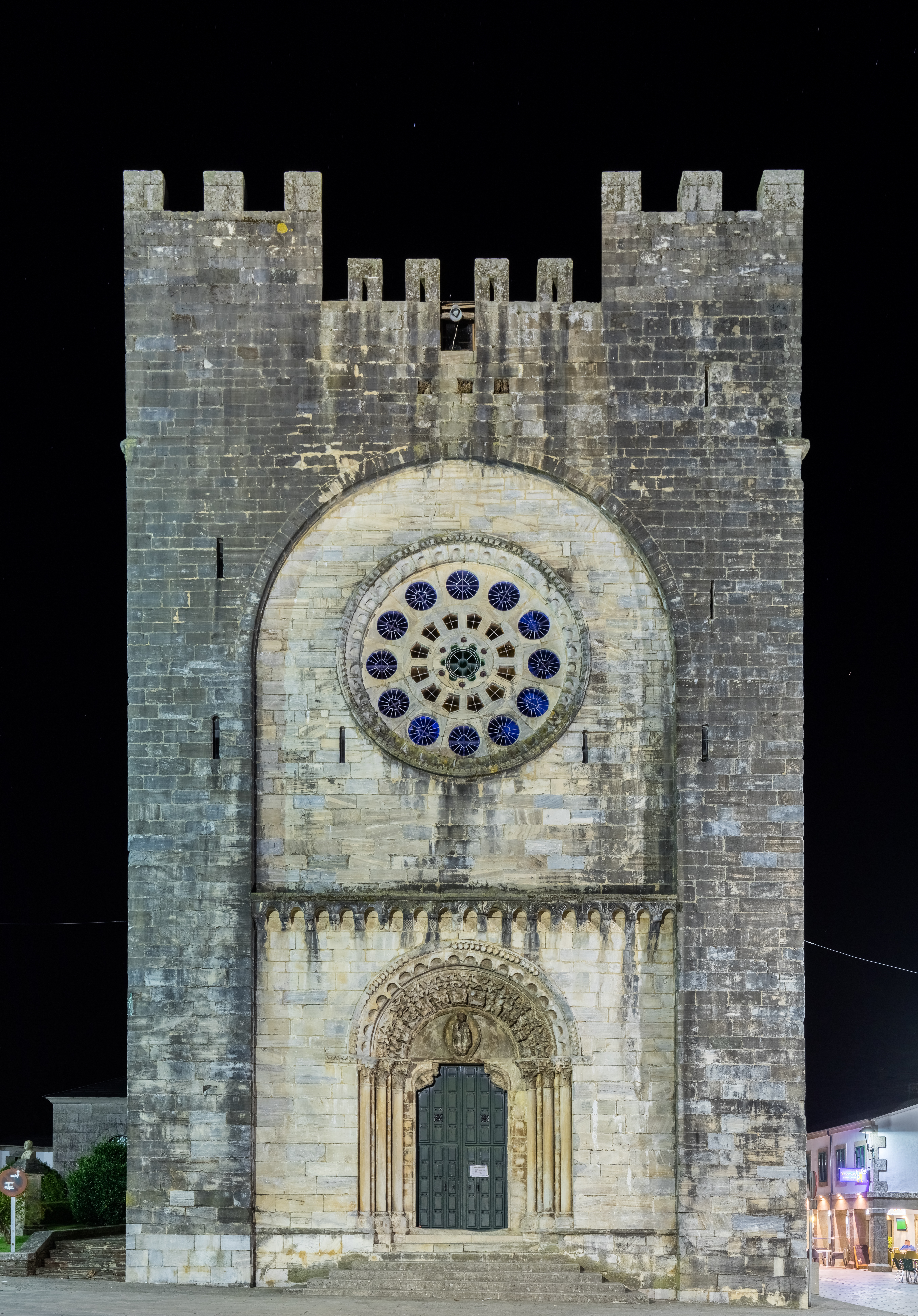
Iglesia de San Nicolás

Cuando en 1962 se construyó el embalse de Belesar, el pueblo se trasladó al vecino Monte do Cristo. Allí se reconstruyeron algunos de los edificios más importantes, tanto civiles como religiosos; especialmente la iglesia de San Nicolás, de estilo románico levantada por la Orden Hospitalaria de San Juan de Jerusalén, cuyas piedras fueron numeradas y ensambladas de nuevo en su actual emplazamiento.
En las temporadas en que baja el nivel del pantano todavía son visibles los restos de las antiguas edificaciones, el malecón y el primitivo puente.
Además de ser conocido por su paisaje, Puertomarín también tiene muy buen aguardiente, el cual, ha recibido numerosos reconocimientos. El día de Pascua se hace el aguardiente allí, en la plaza delante de la iglesia, en la "Festa do Augardente".
En 2015, en la aprobación por la Unesco de la ampliación del Camino de Santiago en España a «Caminos de Santiago de Compostela: Camino francés y Caminos del Norte de España», España envió como documentación un «Inventario Retrospectivo - Elementos Asociados» (Retrospective Inventory - Associated Components) en el que en el n.º 695 figura Portomarín con la delimitación de un entorno de elementos asociados.

## Geografía humana

### Organización territorial
El municipio está formado por ciento veintiséis entidades de población distribuidas en veinte parroquias:
- Bagude (San Bartolomeu)
- Bedro[8]
- Belad[8] (San Mamede)[9]
- Caborrecelle (San Xulián)
- Castro[8]
- Castromayor[8]
- Cortapezas (Santa María)
- Fiz de Rozas (San Lourenzo)
- Gonzar (Santa María)
- León (San Martiño)
- Narón (Santa María)
- Nespereira (San Ciprián)[9]
- Portomarín (San Nicolás)[8][9]
- Recelle (San Pedro)
- Río[8]
- Sabadelle (San Salvador)
- San Pedro de Portomarín*
- Soengas (Santiago)
- Vilaxuste (San Pedro)
- Villarbasín[8]

### Demografía
Cuenta con una población de 1286 habitantes (INE 2024).
| Gráfica de evolución demográfica de Portomarín entre 1842 y 2021 |
| |
| Población de derecho según los censos de población del INE Población de hecho según los censos de población del INEEn estos censos se denominaba Puertomarín: 1842, 1857, 1860, 1877, 1887, 1897, 1900, 1910, 1920, 1930, 1940, 1950, 1960, 1970 y 1981 |